# Quase Lindo
Quase Lindo é o segundo álbum do grupo Premê (também conhecido como Premeditando o Breque). O álbum contém São Paulo, São Paulo, uma das músicas mais conhecidas do grupo. O disco foi originalmente lançado em LP pelo selo da Lira Paulistana, e em 2019 foi reeditado em CD pelo Selo SESC . 
A canção São Paulo São Paulo faz uma paródia da canção New York, New York, famosa nas vozes de Liza Minnelli e Frank Sinatra. A letra ressalta as "virtudes" da cidade, como a poluição atmosférica e dos rios e as pragas urbanas, em uma homenagem irônica, porém, ainda assim, carinhosa. 

## Lista de faixas
| N.º | Título                        | Compositor(es)                                                                                           | Duração |  |
| 1.  | "São Paulo, São Paulo"        | Osvaldo Luiz, Mário Manga, Claus Petersen, A. Marcelo Galbetti, Wandi Doratiotto                         | 3:56    |  |
| 2.  | "Lava Rápido"                 | Wandi Doratiotto                                                                                         | 3:11    |  |
| 3.  | "Paixão nas Alturas"          | Wandi Doratiotto                                                                                         | 2:51    |  |
| 4.  | "Quase Lindo"                 | Mário Manga, Wandi Doratiotto, Osvaldo Luiz                                                              | 3:20    |  |
| 5.  | "Marcha Turca"                | Wolfgang Amadeus Mozart                                                                                  | 1:14    |  |
| 6.  | "Choro do Manga (Pé no Saco)" | Mário Manga                                                                                              | 3:09    |  |
| 7.  | "Saudosa Maluca"              | Wandi Doratiotto                                                                                         | 3:46    |  |
| 8.  | "Sempre"                      | Mário Manga, Claus Petersen                                                                              | 4:37    |  |
| 9.  | "Rede Urbana"                 | Osvaldo Luiz                                                                                             | 3:39    |  |
| 10. | "Relação Cabreira"            | Wandi Doratiotto                                                                                         | 2:23    |  |
| 11. | "Mascando Clichê"             | Osvaldo Luiz, Mário Manga, Claus Petersen, A. Marcelo Galbetti, Wandi Doratiotto, Patrick Rivers e Azael | 4:03    |  |

O encarte (tanto o original quanto o da reedição em CD de 2019) trazem o irônico aviso: "As músicas "Zuleika e Gaspar", "Casa de Massagem" e "Saga de Abud Salim" foram vetadas pela Censura Federal. Motivo: Não gostaram muito dos arranjos."

## Ficha técnica

### Premê
- Marcelo: clarinete, violão de sete cordas, vocal, baixo (em Paixão nas Alturas) e voz (em Mascando Clichê)
- Mário Manga: guitarra, violão (em Quase Lindo), bandolim, surdo, vocal, cello e voz (em Quase Lindo)
- Osvaldo: baixo, piano, violão (em Paixão nas Alturas e Choro do Manga), vocal e voz (em Rede Urbana, São Paulo São Paulo e Mascando Clichê)
- Claus: flauta, flautim, sax soprano, vocal, pandeiro e voz (em Paixão nas Alturas)
- Azael: bateria, tabla, vibrafone e percussão
- Wandi: cavaquinho, vocal, violão (em Paixão nas Alturas e Sempre) e voz (em Saudosa Maluca, Relação Cabreira e Lava Rápido)
- Igor: participação nos arranjos de Sempre, Lava Rápido e Paixão nas Alturas

### Outros músicos
- Trompetes: Gil, Buda, Paioletti, Capitão
- Trombones: Arlindo, Bill, Firmo
- Sax: Sion, Cacá, Mané Silveira, Waltinho, Ubaldo
- Piano: Nelson Ayres
- Cello: Zygmunt Kubala
- Baixo acústico: Rodolfo Stroeter
- Krummhörns: Ana Cristina Rocha, Marília M. Fernandes
- Bateria: A.C. Dal Farra
- Vibrafone: Gordo
- Vocais: Tuca, Vânia Bastos, Sérgio Leite, Gordo, Nininha, Bia
- Prophet 5: Luís Lopes
- Gaita: Rodrigo
- Efeitos: Marian
- Keper e Symphnizer M47: Steve Ali

### Produção
- Capa: Angelo Shuman e Paulo Vasconcelos
- Arte: Angelo Shuman
- Desenhos: Arnaldo Battaglini
- Fotografia: Paulo Vasconcelos
- Assistente: Antonio Costabile
- Técnicos: Ivo Gomes Barreto e Elcio Alvares Filho (Estúdio Audio Patrulha), Tenente bonito e sua esposa Inês (Estúdio El Sonido Dorado), Jorge Guimarães, Roberto Silva e Milton V. de melo (Estúdio Sigla)
- Produção: Gordo, Bia e Premeditando o Breque
- Corte: Américo